# Dan Auerbach
Daniel Quine «Dan» Auerbach (nascut el 14 de maig de 1979) és un músic i productor dels Estats Units més conegut com el vocalista i guitarrista de The Black Keys, una banda de blues rock formada a Akron, Ohio. Com a membre del grup, Auerbach ha gravat i co-produït set album d'estudi amb el seu company de grup Patrick Carney. El 2009 Auerbach va realitzar el seu primer àlbum en solitari titulat Keep It Hid. Ha guanyat tres Grammy Award com a membre de The Black Keys: el Grammy Award for Producer of the Year, Non-Classical, el 2013: el 2011 per co-produir l'àlbum del seu grup, El Camino, i per gravar àlbums de Dr. John (Locked Down) i Hacienda. La primavera del 2015 Auerbach encapçalà un nou projecte amb la fundació del grup The Arcs, primer àlbum del qual es diu Yours, Dreamily, el setembre de l'any 2015 via Nonesuch Records.
Juntament amb Action Bronson i Mark Ronson, Auerbach va compondre "Standing In The Rain", utilitzada en la pel·lícula del 2016 Suicide Squad. El març del 2017 Auerbach va traure a la llum el primer single, "Shine on Me", per al seu segon àlbum en solitari: Waiting on a Song, gravat el juny del 2017 en la seva pròpia discografia Easy Eye Sound.

## Infantesa i joventut
Auerbach va nàixer a Ohio, i és el fill de Mary Little, professora de francés, i Charles Auerbach, un comerciant. El seu pare és descedent d'una família jueva de Polònia i la seva mare prové de l'Illa de Man. El seu cosí matern va ser el filòsof Willard Van Orman Quine, i el seu segon cosí va ser el guitarrista Robert Quine. Auerbach va créixer en una família amb arrels musicals. De jove es va encapritxar pel blues després d'escoltar els vells vinils del seu pare durant la infantesa. El primer concert al qual va assistir fou un de la Whitney Houston amb la seva mare en el Blossom Music Center de Cuyahoga Falls, OH. El seu segon concert va ser un dels Grateful Dead amb el seu pare al Richfield Coliseum, a Cleveland. Principalment va estar influenciat per la família materna, perquè el seu oncle tocava bluegrass.
Auerbach es descrivia a si mateix com un jove normal quan anava a l'institut, que fumava marijuana i era capità de l'equip de futbol Firestone High School. Va assistir a la University of Akron. Durant aquest període estava influenciat en gran manera per Junior Kimbrough, i va deixar la universitat per millorar amb la guitarra. "L'he escoltat molt, és com jo vull tocar... L'he seguit bastant... En comptes d'estar estudiant per a treure bones notes, escolto la música de Junior Kimbrough". Altres grans influències inclouen: Robert Johnson, R.L. Burnside, Clarence White, Robert Nighthawk, T-Model Ford, Hound Dog Taylor, Mississippi Fred McDowell, Kokomo Arnold, Son House i RZA de Wu-Tang Clan.

## The Black Keys
Auerbach és més conegut pels seus treballs amb The Black Keys. Auerbach i el bateria Patrick Carney es conegueren quan tenien huit o nou anys en el mateix barri on vivien; en Akron, Ohio. Carney és nebot del saxofonista Ralph Carney, qui va col·laborar en diversos àlbums de Tom Waits. Mentre assistia el Firestone High School, Carney i Auerbach es feren amics, though they were part of different crowds. Auerbach era el capità de l'equip de futbol de l'institut, mentre que Carney era un marginat. Animat pels seus germans, el duo començà fent jamming junts en in 1996, mentre Auerbach aprenia a tocar la guitarra, Carney possessïa un four-track recorder i una bateria.
Després de firmar amb indie label  Alive, llançaren el seu àlbum debut, The Big Come Up en 2002, això els va valer un nou acord amb l'etiqueta jazz/rock Fat Possum Records. El seu tercer àlbum, Rubber Factory fou llançat en 2004 i va rebre elogis de la crítica, impulsà el perfil de la banda, i finalment això portà un acord discogràfic amb el segell principal Nonesuch Records en 2006. Després de l'autoestima produint i gravant els seus primeres quatre discos en estudis improvisats, en 2008 el duo completà Attack & Release en un estudi professional i productor de Danger Mouse, un col·laborador freqüent amb la banda.
Però el grup fou catapultat a la fama comercial gràcies al disc de l'any 2010 Brothers, amb què guanyaren tres Grammy Awards gràcies al popular single "Tighten Up". L'any següent, 2011, van traure el El Camino que va rebre bones crítiques i arribà fins a la segona posició en la llista del Billboard 200. Això els va portar a realitzar la gira de El Camino Tour. L'àlbum i la seua cançó més famosa "Lonely Boy" guanyaren tres Grammy. En 2014, realitzaren el tercer àlbum, Turn Blue, i obtingueren el seu primer número 1 en US, Canadà, i Austràlia.
Després d'acabar la gira de Turn Blue, Auerbach i Carney decidiren prendre's un descans. Ambdós, havien estat parlant sobre la necessitat de descansar després de treballar constantment. Carney va dir al respecte: "M'agrada crear música amb Dan i m'entusiasma cada vegada que ho fem, i ho tornarem a fer. Ambdós, però, tenim TEPT a causa d'estar fora constantment". Auerbach també va afegir: "Tu no pots suportar-ho, perquè t'absorbeix el cervell".
El 7 de març de 2019, The Black Keys llançà "Lo/Hi,", un nou single. És el primer que fan junts després de cinc anys. Aquest va anar seguir per l'àlbum Delta Kream l'any 2021, que consisteix en versions de blues amb els guitarristes Kenny Brown i el baixista Eric Deaton.

## Altres bandes i col·laboracions

### The Barnburners
Auerbach va ser membre de The Barnburners abans de fundar The Black Keys en 2001. Els integrants de The Barnburners, inclòs Auerbach, eren Jason Edwards i Kip Amore. El seu estil de música blues es va poder escoltar en els clubs de Northeast Ohio, i l'únic EP que van traure a la llum: The Rawboogie EP. L'EP incloïa una versió de la cançó "Meet me in the city" de Junior Kimbrough, la qual Auerbach més tard tornaria a versionar amb The Black Keys en l'àlbum tribut Chulahoma.